# Археолошки локалитет „Градиште”
Градиште је археолошки локалитет који се налази око 7 km северозападно од Кикинде, у месту Иђош. Датује се у крај бронзаног и почетак гвозденог доба, иако континуитет насељавања траје од неолита са прекидима до средњег века. Градиште спада у категорију споменика културе од великог значаја, уписан у централни регистар 1995. године. Систематска археолошка ископавања вршена су од 1947. до 1949. године.
На локалитету је откривено утврђење са бедемима од насуте земље, са главним улазом на источној страни. Остаци неолитског насеља констатовани су на највишој тачки налазишта. У старијем слоју октивени су остаци керамике која се стврстава у старчевачку и рановинчанску културу, а у млађим слојевима винчанску културу. Остаци утврђеног насеља кружног облика припадају крају бронзаног и почетку гвозденог доба. Ово насеље обухватало је површину од око 5 хектара. Откривен је и одбрамбени ров.
Од покретног материјала на локалитету је заступљена керамика која се датује у крај бронзаног и почетак гвозденог доба, и припада групи Босут III